# UTC+2:30
UTC+2:30 — часовой пояс, использовавшийся в Москве в Российской Империи, в период с конца XIX века до Октябрьской революции.

## История
В конце XIX века в России было введено Московское время, первоначально по UTC+2:30. После Октябрьской революции часовой пояс был изменён сначала на UTC+2:00, а в 1930 году изменён на UTC+3:00
Правило британской компании в Родезии также кратко соблюдало это смещение, приняв его 1 августа 1899 года, прежде чем перейти на UTC+2:00 в 1903 году.